# Gruppo di manovra operativo
Con gruppo di manovra operativo (in inglese operational manoeuvre group ) si indica il modello di unità militare terrestre sviluppato dallo stato maggiore dell'esercito sovietico, la Stavka, per superare il concetto di "gruppo di cavalleria meccanizzata", una forte unità meccanizzata dell'ordine di varie divisioni (corazzate e di fanteria meccanizzata). Il fine comunque era quello di sfruttare una breccia aperta nelle linee avversarie dalle formazioni di prima linea, per allargare la breccia e perseguire obiettivi strategici. La base della teoria venne sviluppata negli anni venti e trenta dal maresciallo Michail Nikolaevič Tuchačevskij e dal generale e teorico militare sovietico Vladimir Kiriakovič Triandafillov che stabilirono i concetti fondamentali delle cosiddette operazioni in profondità (anche note come "battaglia in profondità"), le concezioni strategico-operative fondamentali poi adottate in parte dall'Armata Rossa durante la seconda guerra mondiale, con l'impiego delle Armate corazzate e dei gruppi di cavalleria meccanizzata.